# 永戸勝也
永戸 勝也（ながと かつや、1995年1月15日 - ）は、千葉県佐倉市出身のプロサッカー選手。Jリーグ ・ヴィッセル神戸所属。ポジションはディフェンダー（左サイドバック、左ウイングバック）。

## 来歴
5歳ごろから2つ歳上の兄の影響でサッカーを始める。地元の中志津SC時代は主にセンターフォワード及びトップ下でプレー、並行してPBJ千葉スクール(旧ACC四街道スクール)に通う。中学年代ではPBJ千葉に入団し、現在のポジションであるサイドバックへコンバートされた後、千葉県内の強豪校である八千代高校へ入学し、3年生では全国高校総体と全国高校サッカー選手権に出場。法政大学へ進学すると、1年時から主力として活躍した。
2017年にベガルタ仙台へ加入。2月25日、開幕戦の北海道コンサドーレ札幌戦でウイングバックとしてスタメンデビューを果たした。4月4日、第5節の川崎フロンターレ戦でプロA契約へ移行。
2019年4月28日、第9節のガンバ大阪戦でプロ入り初ゴールを決めた。この年はコーナーキックから8本のアシストを含むリーグ最多の10アシストを記録する活躍を見せた。
2020年1月3日、鹿島アントラーズへの完全移籍が発表された。東京五輪世代で同じく新加入の杉岡大暉とのポジション争いに勝利し、左SBのレギュラーに定着。シーズン通して22試合に出場した。
2021年は序盤こそは出場機会を得ていたが、夏に安西幸輝がポルトガルから復帰すると出場機会が減少した。12月17日、横浜F・マリノスへの完全移籍が発表された。
2022年は加入1年目ながらリーグ戦26試合に出場し、出場時間数は高丘陽平、岩田智輝、小池龍太に次ぐチーム4位。シーズンを通じて定位置を譲ることもなく、Jリーグの優秀選手賞に選出。3年ぶりのリーグ優勝に大きく貢献した。

## 所属クラブ
- 2001年 - 2006年 中志津SC (佐倉市立下志津小学校)/PBJスクール(ACC四街道スクール)
- 2007年 - 2009年 P.B.J千葉ジュニアユース (佐倉市立上志津中学校)
- 2010年 - 2012年 千葉県立八千代高等学校
- 2013年 - 2016年 法政大学
- 2017年 - 2019年  ベガルタ仙台
- 2020年 - 2021年  鹿島アントラーズ
- 2022年 - 2025年6月  横浜F・マリノス
- 2025年6月 -  ヴィッセル神戸

## 個人成績
| 国内大会個人成績 | 国内大会個人成績 | 国内大会個人成績 | 国内大会個人成績 | 国内大会個人成績 | 国内大会個人成績 | 国内大会個人成績 | 国内大会個人成績 | 国内大会個人成績 | 国内大会個人成績 | 国内大会個人成績 | 国内大会個人成績 |
| 年度             | クラブ           | 背番号           | リーグ           | リーグ戦         | リーグ戦         | リーグ杯         | リーグ杯         | オープン杯       | オープン杯       | 期間通算         | 期間通算         |
| 年度             | クラブ           | 背番号           | リーグ           | 出場             | 得点             | 出場             | 得点             | 出場             | 得点             | 出場             | 得点             |
| 日本             | 日本             | 日本             | 日本             | リーグ戦         | リーグ戦         | リーグ杯         | リーグ杯         | 天皇杯           | 天皇杯           | 期間通算         | 期間通算         |
| ---------------- | ---------------- | ---------------- | ---------------- | ---------------- | ---------------- | ---------------- | ---------------- | ---------------- | ---------------- | ---------------- | ---------------- |
| 2017             | 仙台             | 2                | J1               | 17               | 0                | 3                | 0                | 0                | 0                | 20               | 0                |
| 2018             | 仙台             | 2                | J1               | 29               | 0                | 5                | 0                | 3                | 0                | 37               | 0                |
| 2019             | 仙台             | 2                | J1               | 30               | 2                | 3                | 0                | 1                | 0                | 34               | 2                |
| 2020             | 鹿島             | 14               | J1               | 22               | 0                | 2                | 0                | -                | -                | 24               | 0                |
| 2021             | 鹿島             | 14               | J1               | 29               | 1                | 5                | 0                | 1                | 0                | 35               | 1                |
| 2022             | 横浜FM           | 2                | J1               | 26               | 0                | 0                | 0                | 2                | 0                | 28               | 0                |
| 2023             | 横浜FM           | 2                | J1               | 27               | 2                | 8                | 0                | 0                | 0                | 35               | 2                |
| 2024             | 横浜FM           | 2                | J1               | 19               | 2                | 3                | 0                | 1                | 0                | 23               | 2                |
| 通算             | 日本             | 日本             | J1               | 201              | 7                | 29               | 0                | 8                | 0                | 236              | 7                |
| 総通算           | 総通算           | 総通算           | 総通算           | 201              | 7                | 29               | 0                | 8                | 0                | 236              | 7                |

その他の公式戦
- 2023年
  - FUJIFILM SUPER CUP 1試合0得点

| 国際大会個人成績 | 国際大会個人成績 | 国際大会個人成績 | 国際大会個人成績 | 国際大会個人成績 |
| 年度             | クラブ           | 背番号           | 出場             | 得点             |
| AFC              | AFC              | AFC              | ACL              | ACL              |
| ---------------- | ---------------- | ---------------- | ---------------- | ---------------- |
| 2022             | 横浜FM           | 2                | 5                | 0                |
| 2023-24          | 横浜FM           | 2                | 9                | 0                |
| 通算             | AFC              | AFC              | 14               | 0                |

その他の国際公式戦
- 2020年
  - AFCチャンピオンズリーグ2020・プレーオフ 1試合0得点

出場歴
- Jリーグ初出場 - 2017年2月25日 J1第1節 北海道コンサドーレ札幌戦 （ユアスタ）
- Jリーグ初得点 - 2019年4月29日 J1第9節 ガンバ大阪戦 （ユアスタ）

## タイトル

### クラブ
横浜F・マリノス
- J1リーグ ：1回（2022年）
- FUJIFILM SUPER CUP ：1回（2023年）

### 個人
- Jリーグ優秀選手賞 : 2回 （2022年、2023年）

## 選抜歴
- 関東選抜A[1]
  - 2015年 第29回デンソーカップチャレンジサッカー広島大会
- 関東選抜B[1]
  - 2016年 第30回デンソーカップチャレンジサッカー宮崎大会